# Thysanoserolis completa
Thysanoserolis completa är en kräftdjursart som först beskrevs av Moreira 1971.  Thysanoserolis completa ingår i släktet Thysanoserolis och familjen Serolidae. Inga underarter finns listade i Catalogue of Life.